# 西环路 (上海)
31°07′00″N 121°21′33″E / 31.11653°N 121.35913°E
西环路，是中國上海市闵行区莘庄镇的一条道路，南起莘浜路，北到淀浦河。由于现在西环路是处于中春路下方的辅路，每到下雨天，西环路上方常出现因中春路高架雨水下漏导致的“瀑布”。

## 历史
1988年，西环路（莘浜路—南辅路）完工开通，全长1.24千米。
2004年，中春路（沁春路—黎安路高架桥，上跨西环路）完工，西环路作为高架桥下方的辅路，延伸到淀浦河。

## 沿路主要设施[4]
- 西环新村
- 中春路跨沪杭高速、淀浦河高架桥